# ۵-متوکسی‌تریپتامین
۵-متوکسی‌تریپتامین (انگلیسی: 5-Methoxytryptamine) یکی از مشتقات تریپتامین است که شباهت ساختاری فراوانی به پیام‌رسان عصبی «سروتونین» و «ملاتونین» دارد. این ماده به مقدار اندک در بدن ساخته می‌شود و این کار به دِاستیله شدنِ هورمون ملاتونین در غده کاجی رخ می‌دهد.
۵-متوکسی‌تریپتامین آگونیست گیرنده ۱ سروتونین، گیرنده ۲ سروتونین، گیرنده ۴ سروتونین، گیرنده ۶ سروتونین و گیرنده ۷ سروتونین است، اما هیچگونه میل ترکیبی به گیرنده ۳ سروتونین ندارد و میل ترکیبی‌اش به گیرنده ۱ ئی سروتونین بسیار ضعیف است. هنوز معلوم نیست تمایل این ماده شیمیایی به گیرنده ۵ آ سروتونین تا چه حد است.